# Heinrich Friedrich Jacobson
Heinrich Friedrich Jacobson, född 8 juni 1804 i Marienwerder, Pommern, död 19 mars 1868, var en tysk jurist.
Jacobson blev 1831 extra ordinarie och 1836 ordinarie professor i juridik i Königsberg. I sin författarverksamhet ägnade han sig nästan uteslutande åt kyrkorätten, vars teologiska och juridiska sidor han försökte förena för att sålunda uppbygga ett på historisk grund fotat system för allmän och preussisk kyrkorätt.